# H, s-диаграмма
H, s-диагра́мма (чит. «аш-эс-диаграмма») (написание строчными буквами: «h, s-диаграмма», ранее i, s-диаграмма, также — диаграмма Молье) — диаграмма теплофизических свойств жидкости и газа (в основном воды и водяного пара), показывающая характер изменения различных свойств, в зависимости от параметров состояния. В основном большое применение получили h, s-диаграммы воды и водяного пара, так как в качестве рабочего тела в теплотехнике чаще всего применяются именно вода и водяной пар, из-за их сравнительной дешевизны и доступности, причём наиболее пристальное внимание оказывается именно той части диаграммы, в которой вода в парообразном состоянии, так как в жидком состоянии она практически несжимаема.

## Создание
При проведении технико-экономических расчётов для подбора оборудования в теплоэнергетике и других отраслях и моделирования тепловых процессов необходимы надёжные проверенные данные о теплофизических свойствах воды и водяного пара в широкой области давлений и температур.
Многолетнее международное сотрудничество в области исследования свойств воды и водяного пара позволило разработать и внедрить международные нормативные материалы, содержащие уравнения для описания различных свойств, в специальные таблицы. На основании этих уравнений, соответствующих требованиям Международной системы уравнений для научного и общего применения (The IFC Formulation for Scientific and Generale Use), были составлены и опубликованы подробные таблицы теплофизических свойств воды и водяного пара, которые широко применяются в практике инженерных теплотехнических расчётов. Данные, полученные путём расчёта по международным уравнениям, были приняты и в СССР и получили определение таблиц термодинамических свойств воды и водяного пара. В них также включили данные по динамической вязкости.
Ещё в 1904 году немецкий теплофизик Рихард Молье разработал специальную диаграмму для упрощения и облегчения решений практических задач по теплотехнике, в которой в координатах энтальпии ({\displaystyle h}) и энтропии ({\displaystyle s}) графически отображаются сведения из таблиц состояний. В 1906 году в Берлине была издана его книга «Новые таблицы и диаграммы для водяного пара». Впоследствии такая диаграмма получила название Диаграмма Молье. В СССР некоторое время было принято название i, s-диаграмма, а в настоящее время — h, s-диаграмма.

## Структура
H, s-диаграммы чаще всего содержат в себе данные о свойствах воды в жидком и газообразном состояниях, так как они представляют наибольший интерес с точки зрения теплотехники.
- Степень сухости — это параметр, показывающий массовую долю насыщенного пара в смеси воды и водяного пара. Значение {\displaystyle x=0} соответствует воде в момент кипения (насыщения). Значение {\displaystyle x=1}, показывает, что в смеси присутствует только пар. При нанесении соответствующих точек в координатах {\displaystyle (h,s)}, взятых из таблиц насыщения справочников свойств воды и водяного пара, при их соединении получаются кривые, соответствующие определённым степеням сухости. В таком случае линия {\displaystyle x=0} является нижней пограничной кривой, а {\displaystyle x=1} — верхней пограничной кривой. Область, заключённая между этими кривыми, является областью влажного пара. Область ниже кривой {\displaystyle x=0}, которая стягивается практически в прямую линию (не показана), соответствует воде. Область выше кривой {\displaystyle x=1} соответствует состоянию перегретого пара.
- Критическая точка (К). При определённом, достаточно высоком давлении, называемом критическим, свойства воды и пара становятся идентичными. То есть исчезают физические различия между жидким и газообразным состояниями вещества. Такое состояние называют критическим состоянием вещества, которому соответствует положение критической точки. Следует заметить, что она на пограничной кривой лежит гораздо левее максимума этой кривой.
- Изотерма — изолиния, построенная методом объединения точек по значениям энтальпии и энтропии, соответствующих определённой температуре. Изотермы пересекают пограничные кривые с изломом и, по мере удаления от верхней пограничной кривой, асимптотически приближаются к горизонтали. На схеме для упрощения представлены только три изотермы: 
  - {\displaystyle t+\Delta t}
  - {\displaystyle t}
  - {\displaystyle t-\Delta t}
- Изобара — изолиния, построенная методом объединения точек по значениям энтальпии и энтропии, соответствующих определённому давлению. Изобары не имеют изломов при пересечении пограничных кривых. На схеме представлены только три изобары:
  - {\displaystyle p+\Delta p}
  - {\displaystyle p}
  - {\displaystyle p-\Delta p}
- Изохора — изолиния, построенная методом объединения точек по значениям энтальпии и энтропии, соответствующих определённому объёму. Изохоры на h, s-диаграмме в области перегретого пара, всегда проходит круче, чем изобары, и это облегчает их распознавание на одноцветных диаграммах. Построение изохор требует более кропотливой работы с таблицей состояний. На схеме представлены только три изохоры:
  - {\displaystyle v-\Delta v}
  - {\displaystyle v}
  - {\displaystyle v+\Delta v}

Изотермы и изобары в области влажного пара совпадают, в соответствии с правилом фаз Гиббса.

## Применение
H, s-диаграммы используют для расчёта систем испарительного охлаждения (с градирнями или брызгальными бассейнами) и систем кондиционирования воздуха. По диаграмме можно определить соотношение относительной и абсолютной влажности воздуха при разных температурах, точку росы, а также рассчитать необходимую степень насыщения воздуха влагой для достижения желаемой температуры.

## Обозначения, принятые в расчётах
- P — абсолютное давление (бар);
- t — температура (градусы Цельсия);
- h — удельная энтальпия (кДж/кг);
- s — удельная энтропия (кДж/(кг·К));
- v — удельный объём (м³/кг);
- x — степень сухости;
- ts — температура насыщения (градусы Цельсия);
- h' — удельная энтальпия кипящей воды (кДж/кг);
- h' ' — удельная энтальпия сухого насыщенного пара (кДж/кг);
- v' — удельный объём кипящей воды (м³/кг);
- v' ' — удельный объём сухого насыщенного пара (м³/кг);
- s' — удельная энтропия кипящей воды (кДж/(кг·К));
- s' ' — удельная энтропия сухого насыщенного пара (кДж/(кг·К));
- Точка «0» — начальная точка процесса расширения (сжатия) пара;
- Точка «1t» — конечная точка расширения (сжатия) в идеальном процессе;
- Точка «1» — конечная точка расширения (сжатия) в реальном процессе с заданным к.п.д.;
- H0=h0 — h1t;
- H=h0 — h1.

## Современные h, s-диаграммы
С развитием современной электронно-вычислительной техники и появлением доступных компьютеров и приложений, большое распространение получили h, s-диаграммы в электронном виде. Такие диаграммы представляют собой обычный оконный интерфейс с полями для ввода исходных данных, графическими функциональными клавишами, и полем ответов. После ввода имеющихся данных, нажатием графической клавиши «Расчёт» или «Ввод» на клавиатуре компьютера можно вызвать необходимую информацию при условии соблюдения введённых параметров.